# یواس‌اس الماک (ای‌کی‌ای-۱۰)
یواس‌اس الماک (ای‌کی‌ای-۱۰) (به انگلیسی: USS Almaack (AKA-10)) یک کشتی بود که طول آن ۴۷۳ فوت ۱ اینچ (۱۴۴ متر) بود. این کشتی در سال ۱۹۴۰ ساخته شد.